# Kailer Yamamoto
Kailer Yamamoto (* 29. září 1998 Spokane, Washington, USA) je americký lední hokejista, hrající na pravém křídle. Nastupuje za tým Seattle Kraken v kanadsko-americké NHL. Byl vybrán Edmontonem Oilers v prvním kole jako 22. volba draftu v roce 2017.

## Kariéra

### Amatérský lední hokej
Yamamoto hrál v roce 2009 na turnaji Quebec International Pee-Wee Hockey Tournament s klubem Los Angeles Selects. Později hrál za tým Los Angeles Jr. Kings na první úrovni Elite Hockey League. Yamamoto si připsal 40 bodů v pouhých 34 zápasech. Poté chtěl hrát v Western Hockey League.
Yamamoto byl vybrán v prvním kole, jako desátá volba draftu Western Hockey League týmem z jeho domovského města Spokane Chiefs. V jeho premiérové sezóně v Chiefs v sezóně 2014–15 nastřílel 23 gólů a získal celkem 57 bodů v 68 zápasech. Byl také nejlepší střelec z amerického týmu na Memoriálu Ivana Hlinky v roce 2015.

### Juniorská liga
Yamamoto byl jeden ze tří hráčů WHL, kteří byli pozváni, aby se zúčastnili CCM/USA Hockey All-American Prospects Game 2016. Na začátku sezóny byl Yamamoto jmenován WHL hráčem týdne, za týden 23.–30. října, poté co posbíral sedm bodů ve čtyřech zápasech. Byl zařazen do druhého All-Star týmu západní konference 2016–17, poté co skončil na šestém místě v počtu branek s 42 góly a 57 góly nasbíral celkem 99 bodů.

### Profesionál
23. června 2017 byl Yamammoto draftován jako dvacátá druhá volba v prvním kole NHL vstupního draftu 2017, týmem Edmonton Olilers. Byl srovnáván s Johnym Gaudreauem, zejména kvůli jeho výšce a hernímu stylu. Po působivém výkonu na předsezónním tréninkovém kempu Oilers se Yamamoto dostal na soupisku pro úvodní přípravný zápas sezóny 2017–18. V NHL poté debutoval 4. října 2017 v zápase proti Calgary Flames, který Oilers vyhráli 3:0. Svůj první bod si připsal, když 14. října v zápase proti Ottawa Senators přihrál na gól Adamu Larssonovi. Po devíti odehraných zápasech za Oilers, ve kterých nasbíral 3 body za asistence se Yamamoto vrátil 6. listopadu 2017 do Spokane, kde pokračoval na svém vývoji v hlavní juniorské lize.
Na začátku sezóny 2018-19 zařadili Oilers Yamamota do širšího kádru čítajícího 25 hráčů. Svůj první gól v NHL si připsal 18. října v zápase proti Boston Bruins, když skóroval v prodloužení a Oilers vyhráli 3:2.

## Statistiky
| Sezóna      | Klub                | Soutěž      |     | Základní část | Základní část | Základní část | Základní část | Základní část |   | Play off | Play off | Play off | Play off | Play off |
| Sezóna      | Klub                | Soutěž      | Z   | G             | A             | B             | TM            | Z             | G | A        | B        | TM       |          |          |
| 2014–15     | Spokane Chiefs      | WHL         | 68  | 23            | 34            | 57            | 50            | 6             | 2 | 3        | 5        | 6        |          |          |
| 2015–16     | Spokane Chiefs      | WHL         | 57  | 19            | 52            | 71            | 34            | 6             | 1 | 4        | 5        | 10       |          |          |
| 2016–17     | Spokane Chiefs      | WHL         | 65  | 42            | 57            | 99            | 46            | —             | — | —        | —        | —        |          |          |
| 2017–18     | Edmonton Oilers     | NHL         | 9   | 0             | 3             | 3             | 2             | —             | — | —        | —        | —        |          |          |
| 2017–18     | Spokane Chiefs      | WHL         | 40  | 21            | 43            | 64            | 18            | 7             | 1 | 3        | 4        | 6        |          |          |
| 2018–19     | Edmonton Oilers     | NHL         | 17  | 1             | 1             | 2             | 2             | —             | — | —        | —        | —        |          |          |
| 2018–19     | Bakersfield Condors | AHL         | 27  | 10            | 8             | 18            | 16            | —             | — | —        | —        | —        |          |          |
| 2019–20     | Bakersfield Condors | AHL         | 23  | 8             | 8             | 16            | 16            | —             | — | —        | —        | —        |          |          |
| 2019–20     | Edmonton Oilers     | NHL         | 27  | 11            | 15            | 26            | 12            | 4             | 0 | 0        | 0        | 6        |          |          |
| 2020–21     | Edmonton Oilers     | NHL         | 52  | 8             | 13            | 21            | 26            | 4             | 0 | 1        | 1        | 2        |          |          |
| 2021–22     | Edmonton Oilers     | NHL         | 81  | 20            | 21            | 41            | 40            | 14            | 2 | 5        | 7        | 10       |          |          |
| 2022–23     | Edmonton Oilers     | NHL         | 58  | 10            | 15            | 25            | 24            | 12            | 1 | 3        | 4        | 18       |          |          |
| 2023–24     | Seattle Kraken      | NHL         | 59  | 8             | 8             | 16            | 18            | —             | — | —        | —        | —        |          |          |
| NHL celkově | NHL celkově         | NHL celkově | 303 | 58            | 76            | 134           | 124           | 34            | 3 | 9        | 12       | 36       |          |          |

## Reprezentační kariéra
Na Mistrovství světa U18 2016 v Grand Forks v Severní Dakotě posbíral Yamamoto 13 bodů v 7 zápasech. S jeho 7 góly pomohl získat pro Team USA bronz.
Yamamoto byl vybrán do národního mužstva USA do 20 let, aby reprezentoval na Mistrovství světa juniorů v Buffalu, kde získal se svými spoluhráči bronz.

## Osobní život
Jeho dědeček z otcovy strany je Japonec a jeho babička z matčiny strany pochází z Havaje. Yamamoto a jeho starší bratr Keanu se učili bruslit s matkou Tylera Johnsona a po skončení jeho sezóny také s ním. Jeho bratr Keanu aktuálně působí v týmu McGillovy Univerzity v Montrealu.